# Coppa del Mondo di rugby femminile 2025
La Coppa del Mondo di rugby femminile 2025 (in inglese 2025 Women's Rugby World Cup) è la 10ª edizione della Coppa del Mondo, massima competizione internazionale di rugby a 15 femminile organizzata da World Rugby.
È in programma dal 22 agosto al 27 settembre 2025 in Inghilterra, Paese che torna a ospitare tale competizione a distanza di 15 anni dalla prima volta, nel 2010.
Si tiene tra 16 squadre nazionali, delle quali 4 automaticamente qualificate per via del risultato ottenuto nell'edizione precedente, e 12 passate attraverso un percorso di qualificazione tenutosi attraverso diversi tornei e spareggi continentali e trans-continentali nell'arco del 2024.
Il torneo si svolge in otto impianti su altrettante città: a parte Londra, le sedi coinvolte sono Brighton & Hove, Bristol, Exeter, Manchester, Northampton, Sunderland e York.

## Impianti
| Area            | Impianto               | Capacità | Incontri |
| --------------- | ---------------------- | -------- | -------- |
| Brighton & Hove | Falmer Stadium         | 31876    | 2        |
| Bristol         | Ashton Gate Stadium    | 26387    | 4        |
| Exeter          | Sandy Park             | 15000    | 7        |
| Londra          | Twickenham             | 82000    | 2        |
| Manchester      | Salford City Stadium   | 11404    | 4        |
| Northampton     | Franklin's Gardens     | 15148    | 6        |
| Sunderland      | Stadium of Light       | 48707    | 1        |
| York            | York Community Stadium | 8510     | 6        |

## Squadre qualificate
| Fase                  | Africa                 | Americhe                                              | Asia                | Europa | Oceania                                                              |
| --------------------- | ---------------------- | ----------------------------------------------------- | ------------------- | --- | -------------------------------------------------------------------- |
| Qualificate d'ufficio |                        | - Canada (4ª class. CdM 2021)                         |                     | - Francia (3ª class. CdM 2021) - Inghilterra (finalista CdM 2021)                                                    | - Nuova Zelanda (campione uscente)                                   |
| Schema qualificazioni | - Sudafrica (Africa 1) | - Stati Uniti (Pacific Four 1) - Brasile (Americhe 1) | - Giappone (Asia 1) | - Irlanda (Europa 1) - Scozia (WXV 2 2024 2) - Italia (WXV 2 2024 3) - Galles (WXV 2 2024 4) - Spagna (WXV 3 2024 1) | - Australia (WXV 2 2024 1) - Figi (Oceania 1) - Samoa (WXV 3 2024 2) |

## Formula
Le 12 squadre furono ripartite in 3 gruppi da 4 squadre ciascuna; in ciascun gruppo le quattro squadre si affrontarono con il meccanismo del girone all'italiana e classifica stilata secondo il sistema dell'Emisfero Sud (4 punti a vittoria, 2 a pareggio, 0 a sconfitta più il bonus sconfitta di un punto per scarti in gara inferiori o uguali a 7 punti, e altro eventuale bonus di un punto per la squadra che realizzi 4 o più mete in un incontro).
La prima e la seconda di ogni girone e le due migliori terze si qualificarono ai quarti di finale.
Al termine della fase a gironi fu assegnata alle otto squadre qualificate ai play-off un seeding da 1 a 8, secondo il seguente criterio: da 1 a 4 le tre prime classificate in ordine di punteggio, e la seconda miglior qualificata; da 5 a 8 le altre due seconde classificate e le due migliori terze classificate in ordine di punteggio.
I quarti di finale si svolsero secondo il seguente schema:
1. squadra 1 – squadra 8
2. squadra 2 – squadra 7
3. squadra 3 – squadra 6
4. squadra 4 – squadra 5

e le successive semifinali videro i seguenti accoppiamenti:
- vincitore incontro 1 – vincitore incontro 4
- vincitore incontro 2 – vincitore incontro 3

La finale per il terzo posto si tenne tra le due squadre sconfitte in semifinale, mentre quella per il titolo mondiale tra le due vincitrici.
In tutti gli incontri della fase a gironi le discriminanti per stabilire la precedenza in caso di parità di punti in classifica furono nell'ordine:
1. risultato dell'incontro diretto;
2. differenza punti realizzati/subiti nel girone;
3. differenza mete realizzate/subìte nel girone;
4. punti realizzati nel girone;
5. mete realizzate nel girone;
6. il ranking World Rugby determinatosi dopo la fase a gironi. Nella fase a gironi era ammesso il pareggio.

Per quanto riguarda la fase a play-off, se un incontro fosse terminato in pareggio dopo il tempo regolamentare, si sarebbe proceduto nell'ordine:
1. due tempi supplementari di 10 minuti ciascuno da disputarsi 5 minuti dopo la fine dei tempi regolamentari e con un ulteriore intervallo di 5 minuti tra i due tempi;
2. un eventuale ulteriore terzo tempo supplementare di 10 minuti, nel corso del quale la prima squadra che marca punti vince l'incontro;
3. spareggio ai calci piazzati tra i pali: ogni squadra calcia 5 volte tra i pali da tre posizioni diverse sulla linea dei 22 metri dalla linea di meta (centrale rispetto ai pali, e sguardato di 15 metri rispettivamente a destra e a sinistra dal centro della linea dei 22 metri).

Il punteggio da indicare in caso di incontro terminato ai tempi regolamentari o supplementari sarebbe stato quello maturato al completamento del gioco; in caso di spareggio ai tiri il punteggio si sarebbe indicato con il risultato maturato al termine dell'incontro con, tra parentesi, il risultato dei tiri tra i pali, per esempio: Squadra A – Squadra B 25-25 (7-6).

## Gironi
Il sorteggio per la definizione dei gironi avvenne a Londra il 17 ottobre 2024, è stato trasmesso in diretta su The One Show del BBC One nel Regno Unito e su RugbyPassTV in tutto il mondo. Gabby Logan, Maggie Alphonsi, e Roman Kemp, un presentatore di The One Show, ha condotto l'estrazione.
Per il sorteggio verrà utilizzato un sistema di seeding, con tutte le 16 squadre assegnate a un seed in base alla loro classifica mondiale femminile di World Rugby del 14 ottobre 2024. Le prime quattro squadre nella classifica mondiale saranno inserite nella fascia 1 e prepopolate nella prima posizione in ogni girone. Le restanti 12 squadre saranno inserite nelle fasce 2, 3 e 4 in base alla loro classifica e estratte una alla volta. Le fasce sono:
- Fascia 1: Semi da 1 a 4
- Fascia 2: Semi da 5 a 8
- Fascia 3: Semi da 9 a 12
- Fascia 4: Semi da 13 a 16

I gironi al termine delle qualificazioni furono i seguenti:
| Girone A                                                                     | Girone B                                                     | Girone C                                                              | Girone D                                                          |
| ---------------------------------------------------------------------------- | ------------------------------------------------------------ | --------------------------------------------------------------------- | ----------------------------------------------------------------- |
| - Inghilterra (Q) - Australia (WXV2 1) - Stati Uniti (PF 1) - Samoa (WVX3 2) | - Canada (Q) - Scozia (WXV2 2) - Galles (WXV2 3) - Figi (O1) | - Nuova Zelanda (Q) - Irlanda (E1) - Giappone (AS1) - Spagna (WXV3 1) | - Francia (Q) - Italia (WXV2 3) - Sudafrica (AF1) - Brasile (AM1) |

## Fase a gironi

### Girone A
| Data       | Incontro                  | Risultato | Sede        |
| ---------- | ------------------------- | --------- | ----------- |
| 22-08-2025 | Inghilterra ― Stati Uniti | -         | Sunderland  |
| 23-08-2025 | Australia ― Samoa         | -         | Manchester  |
| 30-08-2025 | Inghilterra — Samoa       | -         | Northampton |
| 30-08-2025 | Stati Uniti — Australia   | -         | York        |
| 6-09-2025  | Stati Uniti — Samoa       | -         | York        |
| 6-09-2025  | Inghilterra — Australia   | -         | Bristol     |

| Pos | Squadra     | G | V | N | P | PF | PS | P± | BP | PT |
| --- | ----------- | - | - | - | - | -- | -- | -- | -- | -- |
| A1  | Inghilterra | 0 | 0 | 0 | 0 | 0  | 0  | 0  | 0  | 0  |
| A2  | Australia   | 0 | 0 | 0 | 0 | 0  | 0  | 0  | 0  | 0  |
| A3  | Stati Uniti | 0 | 0 | 0 | 0 | 0  | 0  | 0  | 0  | 0  |
| A4  | Samoa       | 0 | 0 | 0 | 0 | 0  | 0  | 0  | 0  | 0  |

### Girone B
| Data       | Incontro        | Risultato | Sede       |
| ---------- | --------------- | --------- | ---------- |
| 23-08-2025 | Scozia ― Galles | -         | Manchester |
| 23-08-2025 | Canada ― Figi   | -         | York       |
| 30-08-2025 | Canada — Galles | -         | Manchester |
| 30-08-2025 | Scozia — Figi   | -         | Manchester |
| 6-09-2025  | Canada — Scozia | -         | Exeter     |
| 6-09-2025  | Galles — Figi   | -         | Exeter     |

| Pos | Squadra | G | V | N | P | PF | PS | P± | BP | PT |
| --- | ------- | - | - | - | - | -- | -- | -- | -- | -- |
| B1  | Canada  | 0 | 0 | 0 | 0 | 0  | 0  | 0  | 0  | 0  |
| B2  | Scozia  | 0 | 0 | 0 | 0 | 0  | 0  | 0  | 0  | 0  |
| B3  | Galles  | 0 | 0 | 0 | 0 | 0  | 0  | 0  | 0  | 0  |
| B4  | Figi    | 0 | 0 | 0 | 0 | 0  | 0  | 0  | 0  | 0  |

### Girone C
| Data       | Incontro                 | Risultato | Sede        |
| ---------- | ------------------------ | --------- | ----------- |
| 24-08-2025 | Irlanda ― Giappone       | -         | Northampton |
| 24-08-2025 | Nuova Zelanda ― Spagna   | -         | York        |
| 31-08-2025 | Irlanda — Spagna         | -         | Northampton |
| 31-08-2025 | Nuova Zelanda — Giappone | -         | Exeter      |
| 7-09-2025  | Giappone — Spagna        | -         | York        |
| 7-09-2025  | Nuova Zelanda — Irlanda  | -         | Brighton    |

| Pos | Squadra       | G | V | N | P | PF | PS | P± | BP | PT |
| --- | ------------- | - | - | - | - | -- | -- | -- | -- | -- |
| C1  | Nuova Zelanda | 0 | 0 | 0 | 0 | 0  | 0  | 0  | 0  | 0  |
| C2  | Irlanda       | 0 | 0 | 0 | 0 | 0  | 0  | 0  | 0  | 0  |
| C3  | Giappone      | 0 | 0 | 0 | 0 | 0  | 0  | 0  | 0  | 0  |
| C4  | Spagna        | 0 | 0 | 0 | 0 | 0  | 0  | 0  | 0  | 0  |

### Girone D
| Data       | Incontro            | Risultato | Sede        |
| ---------- | ------------------- | --------- | ----------- |
| 23-08-2025 | Francia ― Italia    | -         | Exeter      |
| 24-08-2025 | Sudafrica ― Brasile | -         | Northampton |
| 31-08-2025 | Italia — Sudafrica  | -         | York        |
| 31-08-2025 | Francia — Brasile   | -         | Exeter      |
| 7-09-2025  | Italia — Brasile    | -         | Northampton |
| 7-09-2025  | Francia — Sudafrica | -         | Northampton |

| Pos | Squadra   | G | V | N | P | PF | PS | P± | BP | PT |
| --- | --------- | - | - | - | - | -- | -- | -- | -- | -- |
| D1  | Francia   | 0 | 0 | 0 | 0 | 0  | 0  | 0  | 0  | 0  |
| D2  | Italia    | 0 | 0 | 0 | 0 | 0  | 0  | 0  | 0  | 0  |
| D3  | Sudafrica | 0 | 0 | 0 | 0 | 0  | 0  | 0  | 0  | 0  |
| D4  | Brasile   | 0 | 0 | 0 | 0 | 0  | 0  | 0  | 0  | 0  |

## Play-off
|  | Quarti di finale      | Quarti di finale      | Quarti di finale      |                       |  | Semifinali            | Semifinali            | Semifinali            |                       |                       | Finale               | Finale               | Finale               |                      |                      |
|  |                       |                       |                       |                       |  |                       |                       |                       |                       |                       |                      |                      |                      |                      |                      |
|  | 13 settembre, Exeter  |                       |                       |                       |  |                       |                       |                       |                       |                       |                      |                      |                      |                      |                      |
|  | C1                    | da stabilire          |                       |                       |  |                       |                       |                       |                       |                       |                      |                      |                      |                      |                      |
|  | D2                    | da stabilire          |                       |                       |  | 19 settembre, Bristol | 19 settembre, Bristol | 19 settembre, Bristol | 19 settembre, Bristol | 19 settembre, Bristol |                      |                      |                      |                      |                      |
|  |                       |                       |                       |                       |  | da stabilire          |                       |                       |                       |                       |                      |                      |                      |                      |                      |
|  | 13 settembre, Bristol | 13 settembre, Bristol | 13 settembre, Bristol | 13 settembre, Bristol |  |                       | da stabilire          |                       |                       |                       |                      |                      |                      |                      |                      |
|  | B1                    | da stabilire          |                       |                       |  |                       |                       |                       |                       |                       |                      |                      |                      |                      |                      |
|  | A2                    | da stabilire          |                       |                       |  |                       |                       |                       |                       |                       | 27 settembre, Londra | 27 settembre, Londra | 27 settembre, Londra | 27 settembre, Londra | 27 settembre, Londra |
|  |                       |                       |                       |                       |  |                       |                       |                       |                       |                       |                      |                      |                      |                      |                      |
|  | 14 settembre, Exeter  |                       |                       |                       |  |                       |                       |                       |                       |                       |                      |                      |                      |                      |                      |
|  | D1                    | da stabilire          |                       |                       |  |                       |                       |                       |                       |                       |                      |                      |                      |                      |                      |
|  | C2                    | da stabilire          |                       |                       |  | 20 settembre, Bristol | 20 settembre, Bristol | 20 settembre, Bristol | 20 settembre, Bristol | 20 settembre, Bristol |                      | Finale 3º posto      | Finale 3º posto      | Finale 3º posto      |                      |
|  |                       |                       |                       |                       |  | da stabilire          |                       |                       | 27 settembre, Londra  | 27 settembre, Londra  | 27 settembre, Londra | 27 settembre, Londra | 27 settembre, Londra |                      |                      |
|  | 14 settembre, Bristol | 14 settembre, Bristol | 14 settembre, Bristol | 14 settembre, Bristol |  |                       | da stabilire          |                       |                       |                       |                      |                      |                      |                      |                      |
|  | A1                    | da stabilire          |                       |                       |  |                       |                       |                       |                       |                       |                      |                      |                      |                      |                      |
|  | B2                    | da stabilire          |                       |                       |  |                       |                       |                       |                       |                       |                      |                      |                      |                      |                      |

### Quarti di finale
| Exeter 13 settembre 2025, ore 12:30 UTC+1 | da stabilire | – | da stabilire | Sandy Park |

| Bristol 13 settembre 2025, ore 16:00 UTC+1 | da stabilire | – | da stabilire | Ashton Gate Stadium |

| Exeter 14 settembre 2025, ore 12:30 UTC+1 | da stabilire | – | da stabilire | Sandy Park |

| Bristol 14 settembre 2025, ore 16:00 UTC+1 | da stabilire | – | da stabilire | Ashton Gate Stadium |

### Semifinali
| Bristol 19 settembre 2025, ore 19:30 UTC+1 | da stabilire | – | da stabilire | Ashton Gate Stadium |

| Bristol 20 settembre 2025, ore 15:30 UTC+1 | da stabilire | – | da stabilire | Ashton Gate Stadium |

### Finale per il 3º posto
| Londra 27 settembre 2025, ore 12:30 UTC+1 | da stabilire | – | da stabilire | Twickenham |

### Finale
| Londra 27 settembre 2025, ore 16:00 UTC+1 | da stabilire | – | da stabilire | Twickenham |